# بيرني فلينت
بيرني فلينت (بالإنجليزية: Berni Flint)‏ هو كاتب أغاني ومغني بريطاني، ولد في 26 مايو 1952 في ساوثبورت ‏ في المملكة المتحدة.

## وصلات خارجية
- بيرني فلينت على موقع IMDb (الإنجليزية)
- بيرني فلينت على موقع ميوزك برينز (الإنجليزية)
- بيرني فلينت على موقع ديسكوغز (الإنجليزية)